# Кастильо-де-Теайо

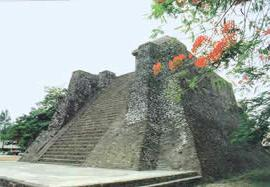
Пирамида в Кастильо-де-Теайо

Кастильо-де-Тейао (исп. Castillo de Teayo) — археологический памятник доколумбовой эпохи в регионе Ла-Уастека на севере мексиканского штата Веракрус. После исчезновения доколумбова города в окрестностях пирамиды возникло современное поселение, в честь которого и назван памятник.
В X—XII веках город населяли уастеки. В конце постклассического периода город попал под сильное влияние ацтеков и к середине XV века, по-видимому, стал провинциальной колонией Ацтекской империи.
В центре Кастильо-де-Теайо находится пирамида высотой 11,3 метров, достаточно хорошо сохранившаяся, с лестницей и сооружением на вершине.
Происхождение названия Теайо (Teayo) неизвестно; согласно одной из гипотез, оно происходит из корней языка науатль tetl ('камень') и ayotl ('черепаха').